# Вейверлі (Південна Дакота)
Вейверлі (англ. Waverly) — переписна місцевість (CDP) в США, в окрузі Кодінґтон штату Південна Дакота. Населення — 22 особи (2020).

## Географія
Вейверлі розташоване за координатами 44°59′55″ пн. ш. 96°58′27″ зх. д. / 44.99861° пн. ш. 96.97417° зх. д. (44.998670, -96.974135).  За даними Бюро перепису населення США в 2010 році переписна місцевість мала площу 2,64 км², уся площа — суходіл.

## Демографія
Згідно з переписом 2010 року, у переписній місцевості мешкало 37 осіб у 13 домогосподарствах у складі 11 родини. Густота населення становила 14 осіб/км².  Було 19 помешкань (7/км²).
Расовий склад населення:
| - 97,3 % — білих - 2,7 % — осіб інших рас |

До двох чи більше рас належало 0,0 %. Частка іспаномовних становила 2,7 % від усіх жителів.
За віковим діапазоном населення розподілялося таким чином: 37,8 % — особи молодші 18 років, 56,8 % — особи у віці 18—64 років, 5,4 % — особи у віці 65 років та старші. Медіана віку мешканця становила 36,5 року. На 100 осіб жіночої статі у переписній місцевості припадало 117,6 чоловіків;  на 100 жінок у віці від 18 років та старших — 109,1 чоловіків також старших 18 років.
Цивільне працевлаштоване населення становило 3 особи. Основні галузі зайнятості: виробництво — 100,0 %.